# リラヴァティ
リラヴァティ（ලීලාවතී රැජින、在位：1197年 - 1200年、1209年 - 1210年、1211年 - 1212年）は、スリランカ史上第3番目の女王。夫のポロンナルワ王パラクラマバーフ1世の死後、3度王位に即いた。パーリ語によるスリランカ歴史記録『チューラワンサ』（第80章）に事績が記されている。